# Josh Taumalolo
Pas d'image ? Cliquez ici

a Compétitions nationales et continentales officielles uniquement.

b Matchs officiels uniquement.
Dernière mise à jour le 29 octobre 2015.
Siua "Josh" Taumalolo, est né le 8 juillet 1976 à (Tonga). C’est un ancien joueur de rugby à XV, qui a joué avec l'équipe des Tonga entre 1996 et 2007. Il évoluait principalement au poste de centre ou d'arrière. Il mesure 1,78 m pour 97 kg.
Il est aujourd'hui entraîneur dans le club russe de Krasny Yar qui dispute le championnat de Russie.

## Carrière
Il a eu sa première cape internationale le 13 juillet 1996 à l’occasion d’un match contre l'Équipe des Samoa à Apia. 
Josh Taumalolo a participé à la coupe du monde 1999 (1 match).

## Palmarès
- 26 sélections avec Tonga
- Sélections par année : 3 en 1996, 5 en 1997, 7 en 1999, 3 en 2000, 4 en 2001, 1 en 2006 et 3 en 2007
- 14 essais, 6 transformations, 12 pénalités
- Second meilleur marqueur d'essais de l'histoire de l'équipe des Tonga, derrière Fetu'u Vainikolo

- Participation à la coupe du monde en 1999.